# دتلف کرلا
دتلف کرلا (انگلیسی: Detlef Krella؛ زادهٔ ۴ مارس ۱۹۶۴) بازیکن فوتبال اهل آلمان است.
از باشگاه‌هایی که در آن بازی کرده‌است می‌توان به باشگاه فوتبال کیکرز اوفنباخ، باشگاه فوتبال نورنبرگ، باشگاه فوتبال بوخوم، و باشگاه فوتبال آلمانیا آخن اشاره کرد.